# Froeschneria multispina
Froeschneria multispina är en insektsart som först beskrevs av Carl Stål 1874.  Froeschneria multispina ingår i släktet Froeschneria och familjen Rhyparochromidae. Inga underarter finns listade i Catalogue of Life.